# Rai 3
Rai 3 (pronunciado: Rai Tre, en español, Rai Tres) es la tercera cadena de televisión de la Rai (junto con Rai 1, Rai 2, Rai 4 y Rai 5). Comenzó sus emisiones el 15 de diciembre de 1979 como Rete 3 y en 1982 pasa a su denominación actual, Rai Tre.

## Historia
La Rai Tre nace a partir de la reforma de la Ley sobre la RAI, y comenzó sus emisiones regulares para todo el país en 1979 aunque ya realizaba transmisiones experimentales desde 1975.
Con el proceso de lottizzazione de otorgar canales públicos según corrientes políticas para garantizar su pluralidad, Rai Tre pasó a ser históricamente como una cadena con influencia del comunismo italiano, cuando en 1987 llega a la dirección Angelo Guglielmi. En los años 90 se diversifican los canales de la Rai. Rai Tre pasa a ser un canal más cultural, con una programación con desconexiones regionales para los informativos, y que pudiera profundizar en programas satíricos, concursos culturales y sobre todo, información.
En 1999 el canal pasa a tener funciones específicas de servicio público, manteniendo los esquemas de información, cultura y documentales además de otros programas de entretenimiento general.
El 10 de mayo de 2010, debido a un cambio de imagen corporativa de Rai, la cadena cambia de nombre al actual sustituyendo la palabra Tre por el número quedando el nuevo nombre Rai 3.
El 25 de octubre de 2013 comenzaron a emitir en Alta definición los canales Rai 1, Rai 2 y Rai 3 en las plataformas de televisión por satélite. Comenzarán a emitir en la TDT a finales de año reemplazando a RAI HD.

## Sede regionales
Rai 3 cuenta con 21 direcciones regionales en todas las capitales regionales excepto por en Calabria y Abruzos, donde la sede regional se encuentra en Cosenza y Pescara respectivamente. En el Alto Adigio hay otra sede regional en Bolzano para transmitir programas, (como el TGR) en italiano, alemán y ladino, y  desde las sedes regionales de Trieste y Aosta se transmiten programas en esloveno y francés respectivamente.
| Región               | Dirección regional | Fecha de creación                    |
| -------------------- | --- | ------------------------------------ |
| Valle d'Aosta        | Sede Rai de Aosta Difusión en la región Valle d'Aosta en italiano, francés y Patois valdostano con Rai Vd'A y RAI Vd'A - Programmes. | 1968                                 |
| Piamonte             | Centro de producción Rai de Turín Difusión en la región de Piamonte en italiano. | 24 de agosto de 1924                 |
| Liguria              | Sede Rai de Génova Difusión en la región de Liguria en italiano. | 1928                                 |
| Lombardía            | Centro de producción Rai de Milán Difusión en la región de Lombardía en italiano. | 3 de enero de 1954                   |
| Trentino-Alto Adigio | Sede Rai de Trento Difusión en la provincia autónoma de Trento en italiano con la estación Rai Trentino. | primavera de 1966                    |
| Trentino-Alto Adigio | Sede Rai de Bolzano Difusión en la provincia autónoma de Bolzano en italiano, en allemand et en ladino con los estaciones Rai Alto Adige, Rai Südtirol y Rai Ladinia. Para los programas en alemán y ladino, hay una cadena llamada Rai 3 Südtirol.      | 12 de julio de 1928                  |
| Véneto               | Sede Rai de Venecia Difusión en la región del Véneto en italiano | 1964                                 |
| Friuli-Venecia Julia | Sede Rai de Trieste Difusión en la región de Friuli-Venecia Julia en italiano, en friulano y en esloveno con la estación Rai Friuli Venezia Giulia y Rai Furlanija Julijska Krajina. Para los programas en esloveno, hay un canal llamado Rai 3 BIS FJK. | 1931                                 |
| Emilia-Romaña        | Sede Rai de Bolonia Difusión en la región de Emilia-Romaña en italiano. | 1986                                 |
| Toscana              | Sede Rai de Florencia Difusión en la región de Toscana en italiano. | 18 de abril de 1968                  |
| Umbría               | Sede Rai de Perusa Difusión en la región de Umbría en italiano. | años 1960                            |
| Marcas               | Sede Rai de Ancona Difusión en la región de Marcas en italiano. | 1938                                 |
| Lacio                | Centro de Producción Rai de Saxa Rubra o Centro de radiodifusión Biagio Agnes Difusión en la región del Lacio en italiano. | 5 de junio de 1990                   |
| Abruzos              | Sede Rai de Pescara Difusión en la región de Abruzos en italiano. | 15 de diciembre de 1959              |
| Molise               | Sede Rai de Campobasso Difusión en la región de Molise en italiano. | antigua sede ? nueva sede 2010       |
| Campania             | Centro de producción Rai de Nápoles Difusión en la región de Campania en italiano. | 7 de marzo de 1963                   |
| Apulia               | Sede Rai de Bari Difusión en la región de Apulia en italiano. | 11 de marzo de 1959                  |
| Basilicata           | Sede Rai de Potenza Difusión en la región de Basilicata en italiano. | 25 de mayo de 1959                   |
| Calabria             | Sede Rai de Cosenza Difusión en la región de Calabria en italiano. | 11 de diciembre de 1958              |
| Sicilia              | Sede Rai de Palermo Difusión en la región de Sicilia en italiano. | 1986                                 |
| Cerdeña              | Sede Rai de Cagliari Difusión en la región de Cerdeña en italiano. | después de la Segunda Guerra Mundial |

### Sedes regionales Independientes
- Friuli-Venecia Julia: Udine, via Caratti Umberto, 20
- Abruzos: L'Aquila, via Leonardo da Vinci, 6 presso palazzo Silone sede della regione Abruzzo
- Calabria: Catanzaro, via Giuseppe Raffaelli, 15 dietro a palazzo di Vetro no reconocido[3]
- Sicilia: Catania, via Passo Gravina, 158
- Cerdeña: Sassari, via dei Mille, 9/A

## Programación
El canal es de tipo generalista y propone una programación cultural y de investigación periodística, además de dedicar amplios espacios a las autonomías locales italianas.

### Información
- TG3 (Informativo)
- TGR (Informativo regional)
- Report
- Chi l'ha visto?

### Programación infantil
- Doraemon
- Disney Club
- I Lunnis
- Looney Tunes
- Pretty Cure
- Pokémon
- Teletubbies
- Sonic X
- Kirby Right Back At Ya!
- Winx Club
- Pop Pixie
- Mermaid Melody - Principesse sirene
- Digimon
- Monster Rancher
- Kirby
- Shaman King
- Super Doll Licca Chan
- UFO Baby
- Andy il re degli scherzi
- Titeuf
- Wheel Squad

## Curiosidades
- Cuando todavía era primer ministro y en plena campaña electoral, Silvio Berlusconi no aguantó una entrevista de media hora conducida por Lucia Annunziata (anterior directora de la Rai, cesada por Berlusconi) porque se sentó incómodo con las preguntas que la periodista le hacía, por lo que abandonó el plató a los 15 minutos. Una vez fuera del plató, antes de concluir el programa se oyeron gritos suyos en el estudio de "Luego dicen que yo controlo la Rai".[4]
- RaiOT (emitido en Rai Tre), un programa satírico conducido por la comediante Sabina Guzzanti y bastante crítico con el Gobierno y la clase política italiana, causó polémica en la Rai en 2003. A pesar de ser líder durante su franja de audiencia el día de su estreno, la Rai retiró el programa alegando primero que Mediaset le reclamó 20 millones de euros por injurias, y una vez desestimada la demanda, alegando que "fueron bastante ofensivos". La cancelación llevó a Sabina a realizar su segundo programa en el Auditorio de Roma con entrada libre, y a realizar la película "Viva Zapatero!", relacionada con el estado de la libertad de expresión en Italia durante la etapa Berlusconi, la situación de Rai, y la retirada de su programa.

## Audiencias
En mayo de 2014, Rai 3 fue el tercer canal de televisión con mayor audiencia de la televisión italiana, solo superado por el también público Rai 1 y Canale 5.
|      | Enero  | Febrero | Marzo  | Abril  | Mayo   | Junio  | Julio  | Agosto | Septiembre | Octubre | Noviembre | Diciembre | Media anual |
| ---- | ------ | ------- | ------ | ------ | ------ | ------ | ------ | ------ | ---------- | ------- | --------- | --------- | ----------- |
| 2013 | 7,54 % | 7,63 %  | 8,25 % | 8,06 % | 8,17 % | 7,26 % | 6,52 % | 5,67 % | 6,12 %     | 7,25 %  | 7,54 %    | 7,31 %    | 7,35 %      |
| 2014 | 7,16 % | 7,02 %  | 6,87 % | 6,77 % | 7,08 % | 6,23 % | 6,12 % | 5,54 % | 5,78 %     | 6,77 %  | 7,26 %    | 7,18 %    | 6,71 %      |
| 2015 | 7,15 % | 6,91 %  | 6,80 % | 6,38 % | 7,00 % | 6,57 % | 6,01 % | 5,46 % | 5,67 %     | 6,84 %  | 7,28 %    | 7,06 %    | 6,62 %      |
| 2016 | 6,81 % | 6,75 %  | 6,61 % | 6,74 % | 6,78 % | 6,13 % | 5,76 % | 4,83 % | 5,55 %     | 6,84 %  | 7,27 %    | 7,06 %    | 6,47 %      |
| 2017 | 7,03 % | 6,53 %  | 6,59 % | 6,48 % | 6,21 % | 5,97 % | 6,05 % | 5,16 % | 5,54 %     | 6,21 %  | 6,75 %    | 6,83 %    | 6,28 %      |
| 2018 | 6,74 % | 6,63 %  | 6,96 % | 6,53 % | 6,54 % | 6,35 % | 6,32 % | 5,80 % | 6,12 %     | 6,92 %  | 7,53 %    |           |             |

Fuente : Auditel
Leyenda :
Fondo verde : Mejor resultado histórico.
Fondo rojo : Peor resultado histórico.